# 新紹波圖鄉

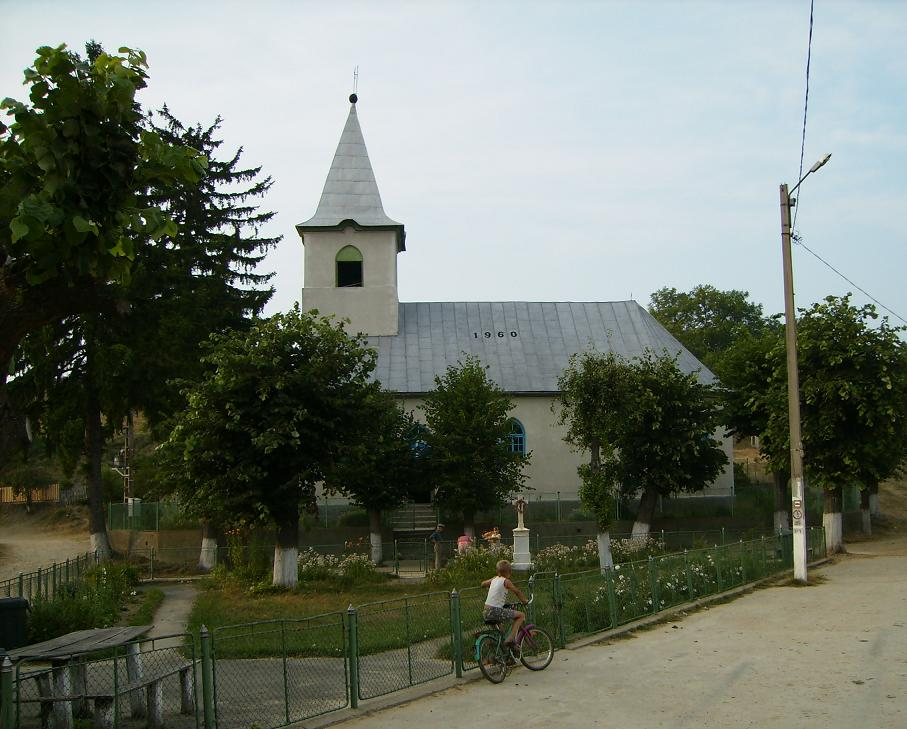

44°51′N 21°52′E / 44.850°N 21.867°E
新紹波圖鄉（羅馬尼亞語：Comuna Șopotu Nou, Caraș-Severin），是羅馬尼亞的鄉份，位於該國西南部，由卡拉什-塞維林縣負責管轄，面積83平方公里，海拔高度458米，2007年人口1,324，人口密度每平方公里16人。